# (15050) Heddal
(15050) Heddal est un astéroïde de la ceinture principale.

## Description
(15050) Heddal est un astéroïde de la ceinture principale. Il fut découvert le 12 décembre 1998 à Mérida par Orlando A. Naranjo Villarroel. Il présente une orbite caractérisée par un demi-grand axe de 3,20 UA, une excentricité de 0,13 et une inclinaison de 3,9° par rapport à l'écliptique.

## Compléments